# Wautoma (thị trấn), Wisconsin
Wautoma là một thị trấn thuộc quận Waushara, tiểu bang Wisconsin, Hoa Kỳ. Năm 2010, dân số của thị trấn này là 1.248 người.